# 皮帕尔奇特伊
皮帕尔奇特伊（Piparcity），是印度拉贾斯坦邦Jodhpur县的一个城镇。总人口32733（2001年）。

## 人口
该地2001年总人口32733人，其中男性16915人，女性15818人；0—6岁人口5874人，其中男3084人，女2790人；识字率51.93%，其中男性为66.41%，女性为36.45%。